# Transport rurociągowy
Transport rurociągowy – transport towarów rurociągami, taki jak transport ropy naftowej i produktów pochodnych, wody i gazu.